# Bank der Demokratischen Volksrepublik Laos
Die Bank der Demokratischen Volksrepublik Laos (laotisch ທະນາຄານແຫ່ງ ສປປ ລາວ, internationalisiert englisch Bank of the Lao People's Democratic Republic, kurz BOL) ist die Zentralbank von Laos.
Die heutige Zentralbank wurde 1975 im Rahmen der Verstaatlichung des Bankensektors nach dem Machtübernahme der Laotischen Revolutionären Volkspartei gegründet. Der Hauptsitz befindet sich in der Hauptstadt Vientiane. Geführt wird die Bank von einem Gouverneur sowie drei stellvertretenden Gouverneuren, welche, zusammen mit dem Finanz- und Wirtschaftsministern ein Exekutivkomitee bilden.

## Historische Entwicklung

### Gründung der Demokratischen Volksrepublik Laos (1975)
Mit der Ausrufung der Demokratischen Volksrepublik Laos 1975 durch Laotische Revolutionäre Volkspartei (LRVP)  wurde das Bankensystem verstaatlicht. Dabei wurde die Viengxai Central Bank mit der Lao National Bank vereinigt. Ziel war es, den Prozess der ökonomischen Entwicklung zu beschleunigen. Man berief sich auf einen hohen Grad der Zentralisierung von ökonomischen Entscheidungstreffern, strikte Regulierung und wenig Vertrauen in den Markt oder die Preise.
Es entstand die Staatsbank von Laos mit Sitz in Vientiane. Sie war verantwortlich für das gesamte Inlandsbankgeschäft und finanzierte staatliche Unternehmen. Daneben wurde ergänzend die Banque pour le Commerce Extérieur Lao (BCEL) gegründet, deren Aufgabe darin bestand, internationale Transaktionen zu tätigen. Des Weiteren sorgte sie für die Emission der Währung. Hinsichtlich des beendeten Krieges vergab sie für die ökonomische Erholung des Landes hauptsächlich Kredite an die Landwirtschaft und Industrie.

### Erster Fünfjahresplan (1981–1985)
Um die Wirtschaft und den starken landwirtschaftlichen Sektor unter staatliche Kontrolle zu bringen, wurden im Rahmen des 1. Fünfjahresplans Systeme zur Preiskontrolle und Subventionen eingeführt. Außerdem regulierte man den Handel und wurde im Reisanbau von anderen Ländern unabhängig. Die öffentliche Hand und die Distributionssysteme wurden kontinuierlich erweitert.
Insgesamt erreichte die Regierung eine konjunkturelle Entwicklung im Hinblick auf die Produktion von Reis, was jedoch von einer hohen Inflationsrate, großen Haushalts- und Handelsbilanzdefiziten, überbewerteten Wechselkursen und wachsender Abhängigkeit von ausländischem Kapital begleitet wurde.

### Reformmaßnahmen des Bankensystems (1988 und 1990)
Aufgrund der Auswirkungen des 1. Fünfjahresplans war die Regierung dazu gezwungen, ihre Entwicklungsstrategien zu überarbeiten. Dies führte zu einer Folge von Reformmaßnahmen.
Im März 1988 genehmigte der Ministerrat den Erlass Nr. 11 zur Reformierung des laotischen Bankensystems mit dem Vorhaben, das Staatsmonopol auf Banken zu beenden. Es war der Versuch, die Funktionen einer kommerziellen Bank von der Zentralbank zu trennen.
Ab 1990 war sie dazu befugt, Finanzdienstleistungen zu regulieren, zu gestatten und zu überwachen. Außerdem verwahrt sie die Währungsreserven des Landes. In Folge wurde die State Bank of Laos am 14. Oktober 1995 in Bank of the Lao People’s Democratic Republic umbenannt.
Die BCEL, zuständig für den Außenhandel, wurde zu einer unabhängigen Geschäftsbank. Des Weiteren lösten sich zwei Niederlassungen der ehemaligen Staatsbank von Laos und wurden ebenfalls in Geschäftsbanken umgewandelt, während vier andere Geldinstitute zu Regionalbanken wurden.

## Aufbau
Die Laotische Zentralbank wird von einem Aufsichtsrat, bestehend aus dem Gouverneur der Bank sowie seinen drei Stellvertretern, geleitet. Diesem Aufsichtsrat sitzen zusätzlich wichtige Personen aus den verschiedenen Wirtschafts- und Finanzministerien bei.
Die Struktur der Landesbank ist als zentral und einheitlich zu beschreiben. Sie ist in separate, mehr oder minder regionale Direktionen unterteilt.
Eine rein geographische Aufteilung liegt durch die Gliederung in zwei Bereiche für Nord- und Südlaos mit je zwei Hauptzweigstellen, in den nördlichen Provinzen (Oudomxay und Luang Phrabang) und den südlichen Provinzen (Champasack und Savannakhet). Diese vier Zweigstellen haben wieder eigene Aufsichtsräte, welche sich aus Direktoren und deren Stellvertretern zusammensetzen. Diese haben jedoch keine alleinige Verfügungsgewalt, sondern unterstehen dem Aufsichtsrat der Zentralbank selbst.
Zur Zentralbank gehören die laotische Börsenaufsicht sowie die Staatsdruckerei, die sich ebenfalls in Vientiane befindet.
Gouverneur und dessen Stellvertreter
- Somphao Phaysith, Gouverneur
- Khamvong Thipphavong, stellvertretender Gouverneur
- Sonexay Sitphaxay, stellvertretender Gouverneur
- Vathana Dalaloy, stellvertretende Gouverneurin

Stand 25. Januar 2016

## Aufgaben
Hauptaufgabe der Bank der Demokratischen Volksrepublik Laos sind die Erhaltung der geldpolitischen Kontrolle sowie die Vorantreibung der Entwicklung der Finanzmärkte. Ziel hierbei ist es, die Inflationsrate gering zu halten, zugleich aber auch das notwendige kontinuierliche Kreditwachstum zur Finanzierung der Entwicklung von Laos zu gewährleisten. Hohe Zinssätze, Mindestreservevorschriften und Staatsanleihen sind dabei einige der Mittel, die der Bank zur Erfüllung ihrer Ziele zur Verfügung stehen.
Weitere Aufgaben sind:
- Die Entwicklung eines Plans zur Geldpolitik. Nach der Bestätigung durch den Nationalrat, ist es die Aufgabe der BOL, diesen Plan in die Tat umzusetzen.
- Die Verwahrung und Verwaltung der Devisenreserven der Regierung,
- sowie die Verwaltung und Regulierung des Geldumlaufs.
- Repräsentation der Regierung in internationalen Finanzorganisationen sowie das Unterzeichnen und Mitwirken an Finanz- und Währungsabkommen mit anderen Ländern.[9]

## Aufsichtsrat
Der Aufsichtsrat der Bank der Demokratischen Volksrepublik Laos ist das höchste Gremium der Zentralbank. Dieser setzt sich aus 7 bis 9 Mitgliedern zusammen, darunter der Vorsitzende und der Vizevorsitzende.

### Struktur
Der Aufsichtsrat der Bank der Demokratischen Volksrepublik Laos besteht aus:
- Präsident (= Gouverneur) der Bank der Demokratischen Volksrepublik Laos als Vizevorsitzender
- Vizeministerpräsident Demokratischen Volksrepublik Laos als Vorsitzender
- Finanzminister als Vizevorsitzender
- Vizepräsident der Bank der Demokratischen Volksrepublik Laos als Mitglied des Aufsichtsrats
- Andere Mitglieder aus den Ministerien für Landwirtschaft, Industrie, Handel, Banken und Finanzen[10]

### Rechte und Pflichten
Der Aufsichtsrat prüft und kommentiert die Geld-, Wechselkurs- und Kreditpolitik, die vom Gouverneur der Bank der Demokratischen Volksrepublik Laos vorgeschlagen wird. Er bestimmt außerdem das Verhältnis zwischen Vermögenswerten, der Pflichtfonds und ähnlichen Leistungen der Bank. Ferner ist der Aufsichtsrat dafür verantwortlich, Methoden zur Kalkulation solcher Pflichten auszuwählen, damit sie von anderen kommerziellen Banken als Standard angewendet werden können.
Des Weiteren verabschiedet er Vorschriften für den Zinssatz auf Einlagen, Kredite und den Kauf von diskontierten Bonds. Er wählt einen Wirtschaftsprüfer, der die Aktivitäten der Bank der Demokratischen Volksrepublik Laos prüft und ist zuständig für den Geschäftsbericht, die Jahresbilanz und die Gewinn- und Verlustrechnung.
Im Allgemeinen fungiert der Aufsichtsrat als Sekretariat zwischen Finanzministerium und den monetären Aspekten.

### Treffen des Aufsichtsrats
Der Aufsichtsrat wird mindestens einmal alle zwei Monate durch den Vorsitzenden oder durch zwei Mitglieder des Aufsichtsrats einberufen. Damit ein solches Treffen stattfinden kann, muss die Hälfte der Mitglieder präsent sein. Entscheidungen werden durch ein einfaches Mehrheitsverfahren getroffen oder im Falle von Stimmgleichheit, durch den Vorsitzenden.

### Gouverneur

#### Ernennung des Gouverneurs
Ernannt und Entlassen wird der Gouverneur, der Mitglied der laotischen Regierung ist, durch den Premierminister des Staates sowie durch die Nationalversammlung.

#### Rechte und Pflichten
Mit dem Amt des Gouverneurs gehen eine Reihe von Rechten und Pflichten einher. Der Präsident ist zuständig für sämtliche monetäre Entschlüsse sowie für Entscheidungen, die die Bank als solche betreffen. Zusätzlich ist er verantwortlich für das Management des operativen Geschäfts der Bank sowie die Überwachung und Kontrolle der kommerziellen Banken und Geldinstitute, die unter der Aufsicht der Bank of the Lao PDR stehen. Die Prüfung und Bewertung der Geld-, Wechselkurs- und Zinspolitik gehört fällt ebenfalls in die Zuständigkeit des Präsidenten. Er hat die Befugnis dazu, die Vizegouverneure vorzuschlagen, deren Entlassung oder Versetzung zu fordern. Um die organisatorischen Abläufe innerhalb der Bank zu verbessern, ist es ihm gestattet, Verwaltungsmitarbeiter einzustellen. Bei all seinen Handlungen als Amtsträger ist er hierbei an das geltende Gesetz des Staates Laos gebunden.

#### Inkompatibilitäten
Der Gouverneur der Bank darf parallel zu seiner Tätigkeit bei der BOL (Bank of the Lao PDR) kein Besitzer, Präsident oder Vorstandsmitglied einer kommerziellen Bank sein.

## Problematik der Geldwäsche
Wie viele andere Länder, gerade in Südostasien, hat Laos mit Geldwäsche zu kämpfen. Gerade aufgrund des maroden Bildungssystems des Staates und der damit einhergehenden oftmals fehlenden Aufgeklärtheit der Einwohner von Laos in abgelegenen Provinzen, ist es für ausländische Gruppierungen mit kriminellen Intentionen ein leichtes, in Laos Fuß zu fassen und Geldwäsche zu betreiben. Ein weiterer Faktor, der diese Entwicklung begünstigt, ist der hohe Grad an Korruption im Land selbst.

### Bemühungen der BOL
Am 14. Mai 2007 wurde die Gründung einer Anti-Geldwäsche-Einheit durch den Aufsichtsrat der BOL vollzogen. Diese Einheit sollte von nun an den Kampf gegen Geldwäsche auf laotischem Boden anführen. Bestandteil dieser Arbeit ist vor allem Informationsbeschaffung sowie Aufklärung der teilweise unwissenden Bürger Laos, über die Auswirkungen, die eine Unterstützung von Geldwäscherei nach sich ziehen könnte. Des Weiteren trat Laos im Juli desselben Jahres der Asia Pacific Group on Money Laundering bei, um einerseits Unterstützung aus dem Ausland zu erhalten, andererseits aber auch eine Bekämpfung der Problematik über die eigenen Grenzen hinaus zu gewährleisten.
Die Arbeit der gegründeten Einheit beläuft sich auf Weiterleitung und Verarbeitung der durch Nachforschung und Interaktion mit Bürgern sowie anderen, auch kommerziellen finanziellen Einrichtungen gewonnenen Informationen. Sie steht in konstantem Austausch mit dem Exekutivausschuss der laotischen Zentralbank und untersteht deren Entscheidungen und Richtlinien. Es ist nicht vorgesehen, dass diese Einheit selbst rechtliche Schritte unternimmt, sondern lediglich Informationen an die zugehörigen Stellen weiterleitet.
Im Juli 2011 veröffentlichte die APG ein 220-seitiges Dokument, in dem es eine erste Untersuchung der laotischen Bemühungen zur Bekämpfung von Geldwäsche und Terrorismusfinanzierung beschrieb. Das Dokument umfasste genaue Analysen sowie aber auch Empfehlungen seitens der Organisation, wie Laos dem Problem Einhalt gebieten könnte. Ein Zitat aus dem Dokument beschreibt die Situation wie folgt:
„There is a lack of awareness of AML/CFT international standards and the required implementation measures, which is compounded by a lack of dedicated resources and insufficient political commitment to undertake the required reforms.”
„Es fehlt an Bewusstsein gegenüber internationalen Standards, sowie der Durchsetzung der erforderlichen Maßnahmen des AML/CFT [Anti Money Laundering and Combating the Finance of Terrorism], was auf mangelnd zielgerichtete Zuführung von Ressourcen, sowie auf unzureichende politische Hingabe zur Thematik zurückzuführen ist.“[frei übersetzt] 
Hier wurde vor allem der politischen Führung selbst sowie auch den verantwortlichen Organen der Organisationen der BOL mangelnde Ressourcenverteilung und schlichte Unterschätzung der Problematik vorgeworfen.
Am 24. Februar 2015 wurde ein weiter verschärftes Gesetz verabschiedet, welches den Entwicklungen im Land entgegenwirken sollte. In diesem Gesetz geht es vor allem darum, die Pflicht zur Berichterstattung über verdächtige Aktivitäten, übergreifend auch auf die eigenen Bürger anzuwenden. Es werden also auch Bürger in die Pflicht genommen, aktiv am Kampf gegen Geldwäsche und Terrorismusfinanzierung teilzunehmen und die Einheit der BOL zu unterstützen.